# Piet Lemstra
P.J. (Piet) Lemstra (Godlinze (Groningen), 26 oktober 1946), bijnaam PLEM, is een Nederlands hoogleraar scheikunde.
Prof. dr. Lemstra promoveerde aan de Rijksuniversiteit Groningen in 1975. Vervolgens was hij post-doctoraal fellow aan de Universiteit van Bristol (UK) onder professor Andrew Keller. Van 1976 tot 1985 werkte hij bij DSM Research. In 1985 werd Lemstra hoogleraar Kunststoftechnologie aan de Technische Universiteit Eindhoven. Van 1990 tot 1995 was hij voor de eerste maal decaan van de faculteit Scheikundige Technologie. Van 1994-1997 was Lemstra directeur van de onderzoeksschool Polymeren (PTN) en in 1997 richtte hij samen met professor Leen Struik het Dutch Polymer Institute (DPI) op, waar hij tot 2004 werkte als wetenschappelijk directeur. In 2004 richtte hij met Laurent Nelissen de Polymer Technology Group Eindhoven BV op ten behoeve van de samenwerking met het MKB. In februari 2008 werd Lemstra (tot en met maart 2011) wederom decaan. Op 30 september 2011 hield hij -na ruim een kwart eeuw aan de TU/e-zijn afscheidscollege. Daarna ging hij aan de slag in China.
Piet Lemstra is de jongere broer van de oud-politicus Wolter Lemstra en de oom van politica Adri Bom-Lemstra.